# Cianuro de plata
El cianuro de plata es un compuesto químico de fórmula AgCN. Es una sal blanca que se precipita al tratar soluciones que contienen  Ag+ con cianuro, que se utiliza en algunos esquemas para recuperar la plata de la solución. El cianuro de plata se utiliza en el plateado.

## Estructura
La estructura del cianuro de plata consiste en cadenas -[Ag-CN]-, en las que los iones Ag+ lineales de dos coordenadas están unidos por puentes de iones cianuro, típicos de la plata (I) y otros iones d¹⁰ (orbital d completo). Se trata de la misma unión que se observa en el caso más famoso del azul de Prusia. A continuación, estas cadenas se empaquetan hexagonalmente con las cadenas adyacentes desplazadas en +/- 1/3 del parámetro de red c. Esta estructura es la misma que la adoptada en el caso del azul de Prusia. Es la misma estructura que adopta el polimorfo de alta temperatura del cianuro de cobre(I). Las longitudes de los enlaces plata-carbono y plata-nitrógeno en el AgCN son ambas de aproximadamente ~2,06 Å, y los grupos cianuro muestran un orden cabeza-cola.

## Reacciones
El AgCN precipita al añadir cianuro sódico a una solución que contiene iones de plata (Ag+). Al agregar más cianuro, el precipitado se disuelve para formar [Ag(CN)2]−(aq) lineal y [Ag(CN)3]2−(aq).  El cianuro de plata también es soluble en soluciones que contengan otros ligandos, como amoníaco o fosfinas terciarias.
Los cianuros de plata forman materiales estructuralmente complejos cuando reaccionan con otros aniones.  Algunos cianuros de plata son luminiscentes. 

## Usos
La «cianuración» es un método ampliamente utilizado para aislar la plata de sus minerales. La purificación parcial de los compuestos de plata suele realizarse mediante flotación por espuma. El ión plata se separa de la espuma con cianuro, obteniéndose una solución de [Ag(CN)2]−. A continuación, el metal plateado se puede recubrir mediante electrólisis de dichas soluciones. 
Tanto el AgCN como el KAg(CN)2 se han utilizado en soluciones de plateado desde, al menos, 1840, cuando los hermanos Elkington patentaron su receta para una solución de este tipo. Una solución de plateado típica y tradicional contendría entre 15 y 40 mg de KAg(CN)2 por litro, entre 12 y 120 mg de KCN por litro y entre 15 y 120 mg de K2CO3 por litro 